# سیاه افشار
سیاه افشار، روستایی از توابع بخش پیربکران شهرستان فلاورجان در استان اصفهان ایران است. گفته می‌شود به دلیل اتراق سپاه افشار در این مکان نام آن سپاه افشار و بعدها به سیاه افشار تغییر کرده‌است. از ابتدا عفت الدوله از نوادگان قاجار با دیدن این مکان که پر از چشمه‌های طبیعی بوده‌است، نام آن را هند کوچک می‌گمارد و در آنجا عمارت خود را بنا می‌کند که چندین برج و کبوترخانه داشت که بسیاری از آن‌ها به مرور زمان تخریب شدند. بعد از آن قرضی‌ها اربابیت روستا را به عهده گرفتند و بعد از تقسیم اراضی، مردم صاحب باغ‌هایی شدند که به کشاورزی و دامداری مشغول شدند؛ در حال حاضر در بین مردم این روستا، گلخانه‌داری رونق گرفته اما به دلیل کمبود آب، اکثر زمین‌های کشاورزی رها شده‌اند.در حال حاضر بلوار ورودی روستا با عکس ۹ شهید روستا مزین گردیده است. روستا از قدیم الایام به بهترین نذری دهندگان محرم در استان اصفهان مهروف بوده و هست و هر ساله عزاداران زیادی انجا میایند و دسته های عزاداری بزرگ و با شکوهی دارند. روستا اکنون دارای مدرسه. زمین و پارک بازی کودکان. مسجد. حمام قدیمی. برج های به جا مانده از قدیم . پست بانک. مرکز بهداشت. و مغازه های خدماتی مختلف. ورزشگاه نیمه اماده. کتابخانه و مرکز تجمعات. حسینیه و...می باشد.

## جمعیت
این روستا در دهستان گرکن شمالی قرار دارد و براساس سرشماری مرکز آمار ایران در سال ۱۳۸۵، جمعیت آن ۱٬۲۶۱ نفر (۳۵۳خانوار) بوده‌است.